# Upravená smlouva o konvenčních ozbrojených silách v Evropě
Upravená smlouva o konvenčních ozbrojených silách v Evropě je adaptací Smlouvy o konvenčních ozbrojených silách v Evropě (CFE) po skončení studené války, podepsanou 19. listopadu 1999 během istanbulského zasedání Organizace pro bezpečnost a spolupráci v Evropě (OBSE) v roce 1999.  Hlavní rozdíl oproti dřívější smlouvě je v tom, že stropy pro jednotky na bázi bloků (NATO vs. Varšavská smlouva) by byly nahrazeny systémem národních a územních stropů. Kromě toho by upravená smlouva zajistila více inspekcí a nové mechanismy určené k posílení schopnosti smluvních států udělit nebo odepřít souhlas s umístěním cizích sil na jejich území.
Upravená smlouva vstoupí v platnost, až ji ratifikuje všech 30 smluvních stran. V srpnu 2006 tak učinily pouze Bělorusko, Kazachstán, Rusko a Ukrajina. 
Členské státy NATO spojují svou ratifikaci Adaptované smlouvy CFE s plněním politických závazků Ruska, které se zavázalo na summitu OBSE v Istanbulu v roce 1999 (tzv. „Istanbulské závazky“), že stáhne své síly z Gruzie a Moldavska. Rusko silně kritizovalo toto spojení, které považuje za umělé, a při několika příležitostech zpochybnilo relevanci Upravené smlouvy CFE vzhledem k tomu, že státy NATO smlouvu nadále neratifikovaly.

## Souvislost mezi odstoupením Ruska od smlouvy a neratifikováním smlouvy ze strany NATO
Před istanbulským summitem OBSE v roce 1999 byli členové NATO znepokojeni třemi problémy s dodržováním smluv. Nejprve zdůraznili, že pokračující existence ruských držeb výzbroje v regionu „křídla“ značně překračuje limity dohodnuté ve Smlouvě. Za druhé, byli proti ruské vojenské přítomnosti v Gruzii – přítomnosti, která přesahovala úroveň povolenou gruzínskými úřady. Za třetí, měli obavy z ruské vojenské přítomnosti v Moldavsku, která postrádala výslovný souhlas moldavských orgánů. Členové NATO trvali na balíčku opatření určených k řešení těchto problémů.
Během summitu podepsalo 30 členských států OBSE – včetně členských států NATO a Ruska – upravenou smlouvu CFE. Rusko souhlasilo se stažením z Moldavské republiky, snížením úrovně své výzbroje v Gruzii a dohodly se s gruzínskými úřady na způsobech a trvání ruských sil rozmístěných na území Gruzie a snížení jejich sil v křídlech na stavy dohodnuté v upravené smlouvě CFE. Tyto dohody se staly známými jako „Istanbulské závazky“ a jsou obsaženy ve 14 přílohách závěrečného aktu CFE a v prohlášení z Istanbulského summitu z roku 1999.
Deklarace uvádí, že státy-strany CFE „vítají závazek Ruské federace dokončit stažení ruských sil z území Moldavska do konce roku 2002“. Rusko, i když plnilo ostatní závazky, od roku 2002 neustále popíralo, že by se kdy jasně zavázalo stáhnout své jednotky, ale Rusko stáhlo 58 vlaků vybavení a munice z Podněstří. Od roku 2004 nedošlo k žádnému dalšímu stažení. Rusko argumentuje, že podepsáním dohod s Gruzií o uzavření základen Batumi a Achalkalaki a stažení tamních ruských jednotek do konce roku 2008 splnilo všechny své závazky. Dokud nebudou z Gruzie a Moldavska staženi všichni vojáci, členové NATO odmítají smlouvu ratifikovat. To zahrnuje demontáž jedné zbývající základny (po roce 2008) v Gruzii: základny Gudauta v Abcházii. Toto bylo viděno jako pokus odložit ratifikaci. Abcházie je de facto nezávislá republika uvnitř mezinárodně uznaných hranic Gruzie. V letech 2002 a 2006 se konala referenda, ve kterých Abcházci hlasovali velkými rozdíly pro nezávislost.

## Časová osa
- Listopad 1999 – Rusko a Gruzie podepisují smlouvu o statutu ruských vojáků, kteří zůstávají v Gruzii.

- Listopad 1999 – Rusko a Moldavsko podepisují dohodu o řešení statutu ruských vojáků, kteří zůstávají v Moldavsku, na Druhé konferenci k přezkoumání fungování smlouvy v roce 2001.

- 2000 – Rusko ratifikovalo dohodu.

- 2001 – Koná se Druhá konference k přezkoumání fungování smlouvy, ale žádný stát NATO ještě dohodu neratifikoval.

- 2007 – Ruský prezident Vladimir Putin prohlašuje, že Upravená smlouva o konvenčních ozbrojených silách v Evropě je mrtvá, protože NATO dohodu neratifikovalo.

- 2007 – Země NATO požadují, aby Rusko stáhlo ruské vojáky z Moldavska a Gruzie, než dohodu ratifikují.

- Červenec 2007 – Rusko pozastavilo ratifikaci.

- Listopad 2007 – Rusko odstupuje od smlouvy.

## Status

### Podpis
19. listopadu během istanbulského summitu OBSE v roce 1999 podepsalo 30 států: Arménie, Ázerbájdžán, Bělorusko, Belgie, Bulharsko, Kanada, Česká republika, Dánsko, Francie, Gruzie, Německo, Řecko, Maďarsko, Island, Itálie, Kazachstán, Lucembursko, Moldavsko, Nizozemsko, Norsko, Polsko, Portugalsko, Rumunsko, Rusko, Slovensko, Španělsko, Turecko, Ukrajina, Spojené království a Spojené státy americké.
Čtyři státy smlouvu nepodepsaly, když vstoupily do NATO, navzdory předběžné dohodě , že smlouvu podpíší: Slovinsko a tři pobaltské státy: Litva, Estonsko a Lotyšsko. Tyto státy smlouvu nemohou podepsat, protože ke smlouvě nelze přistoupit, dokud ji neratifikují všichni původní signatáři.

### Ratifikace
Smlouvu ratifikovaly 4 ze 30 signatářů:
- Bělorusko

- Kazachstán

- Rusko (ratifikace pozastavena v roce 2007)

- Ukrajina

Moldavsko a Gruzie uvedly, že smlouvu neratifikují, dokud Rusko nestáhne své síly z jejich území, zejména ruské jednotky umístěné v odtržených republikách Abcházie a Podněstří. To se stalo důvodem, proč se země NATO zdržely ratifikace v roce 2007.
Rusko pozastavilo svou ratifikaci 14. července 2007, uprostřed ochlazení vztahů mezi USA a Ruskem v souvislosti s plány USA na rozmisťování raketových systémů USA ve východní Evropě.